# Inge Eckel
Inge Eckel (* 7. Oktober 1932 in Neunkirchen (Saar); † 23. Juli 2003 in Saarbrücken, nach Heirat Inge Sticher) war eine deutsche Leichtathletin, die für das Saarland antrat.
Die Sportlerin vom TuS Neunkirchen nahm 1952 mit der Mannschaft des Saarlands an den Olympischen Spielen in Helsinki teil. Mit der 4-mal-100-Meter-Staffel in der Besetzung Inge Glashörster, Inge Eckel, Hilda Antes und Ursula Finger stellte sie in 49,0 Sekunden als Fünfte ihres Vorlaufes einen neuen Landesrekord auf.
Zwei Jahre später trat Inge Eckel auch bei den Europameisterschaften 1954 in Bern für das Saarland an. Mit 4,90 Meter im Weitsprung schied sie als 23. des Vorkampfs aus. Über 100 Meter lief sie in 12,5 Sekunden auf Platz 3 ihres Vorlaufs, nur die ersten beiden kamen weiter. Die Staffel in der Besetzung Inge Eckel, Helga Hoffmann, Trude Schaller und Ursula Finger schied in 48,3 Sekunden im Vorlauf aus.

## Bestleistungen
- 100-Meter-Lauf: 12,3 Sekunden 1954
- 200-Meter-Lauf: 26,2 Sekunden 1954
- Weitsprung: 5,72 Meter 1954